# Świątynia A-Ma

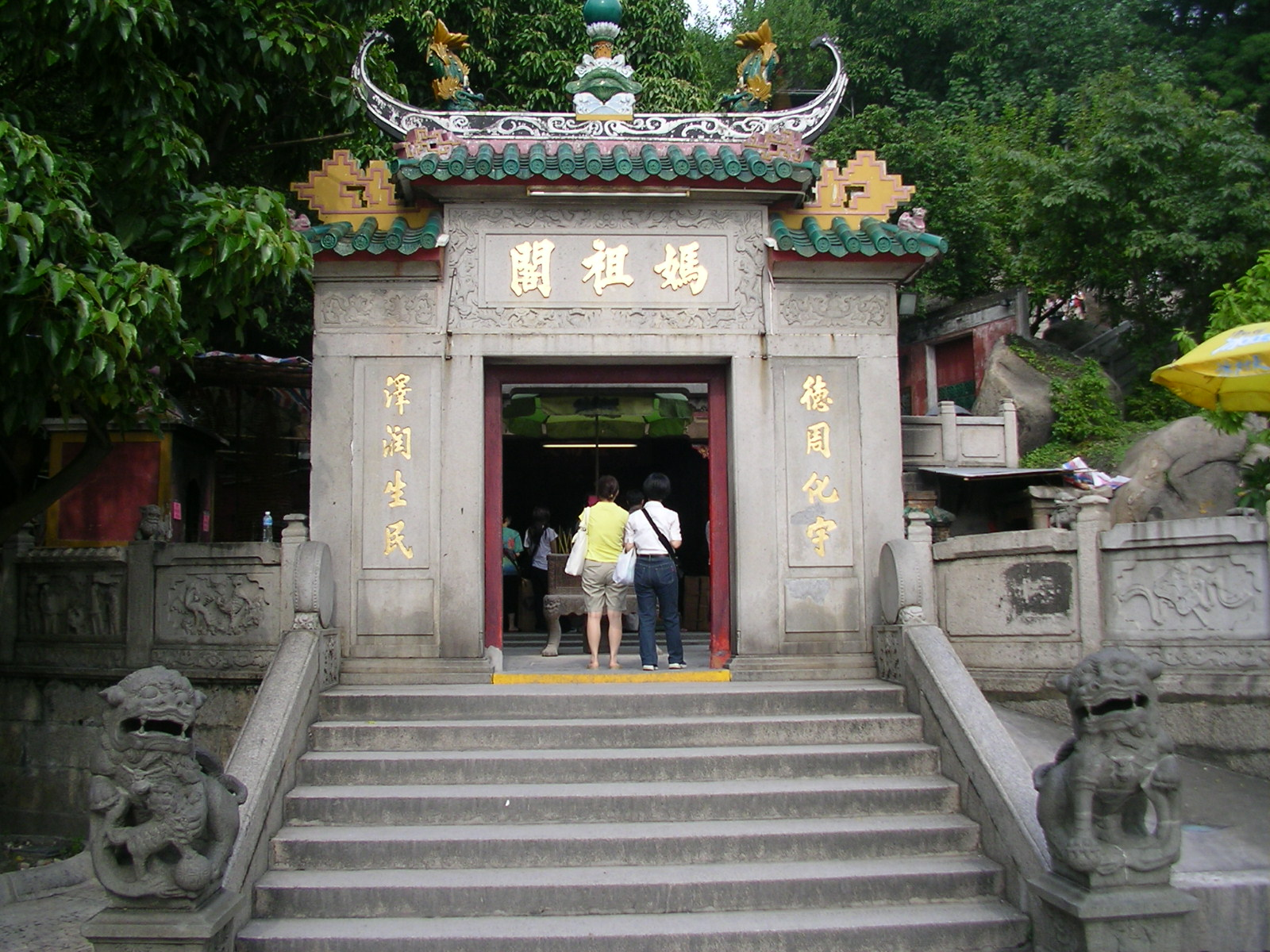
Świątynia A-Ma

Świątynia A-Ma (chiń. trad. 媽閣廟; chiń. upr. 妈阁庙; pinyin: Mā Gé Miào; Jyutping: Maa1 Gok3 Miu6; port. Templo de A-Má) – najstarsza i jedna z najsłynniejszych  świątyń w Makau, położona w południowo-wschodniej części półwyspu Makau. Została wzniesiona w 1488 roku i poświęcona jest bogini rybaków i żeglarzy – Mazu.
Uważa się, że nazwa Makau została utworzona od nazwy świątyni. Mówi się, że kiedy portugalscy żeglarze wylądowali na brzegu, niedaleko świątyni i zapytali tubylców o nazwę tego miejsca, otrzymali odpowiedź 媽閣 (Jyutping: Maa1 Gok3). Po tym wydarzeniu Portugalczycy nadali półwyspowi nazwę „Makau”. Świątynia była często opisywana w chińskich pismach i przedstawiana na obrazach. Jest również jednym z pierwszych obiektów sfotografowanych w Chinach.
W 2005 roku świątynia została wpisana na listę światowego dziedzictwa UNESCO jako jeden z budynków należących do zabytkowego centrum Makau.